# 叶维祯
叶维祯（1939年—），女，北京人，中国工程师，曾任第八、九、十届全国政协委员。

## 家庭
父亲叶笃义。